# Paypayrola
Paypayrola es un género de plantas con flores perteneciente a la familia Violaceae. Comprende 10 especies.

## Especies seleccionadas
- Paypayrola blanchetiana
- Paypayrola brasiliensis
- Paypayrola confertiflora
- Paypayrola glazioviana